# 瓦伊 (上萨瓦省)
瓦伊（法語：Vailly，法語發音：[vaji]）是法国上萨瓦省的一个市镇，属于托农莱班区。

## 地理
瓦伊（46°18'15"N, 6°32'40"E）面积18.89 平方千米，位于法国奥弗涅-罗讷-阿尔卑斯大区上萨瓦省，该省份为法国东部省份，历史上为薩伏依的一部分，北与瑞士接壤，西接安省，南至萨瓦省，东与瑞士和意大利接壤。
与瓦伊接壤的市镇（或旧市镇、城区）包括：拉博姆、贝勒沃、吕兰、奥尔西耶、雷夫罗。

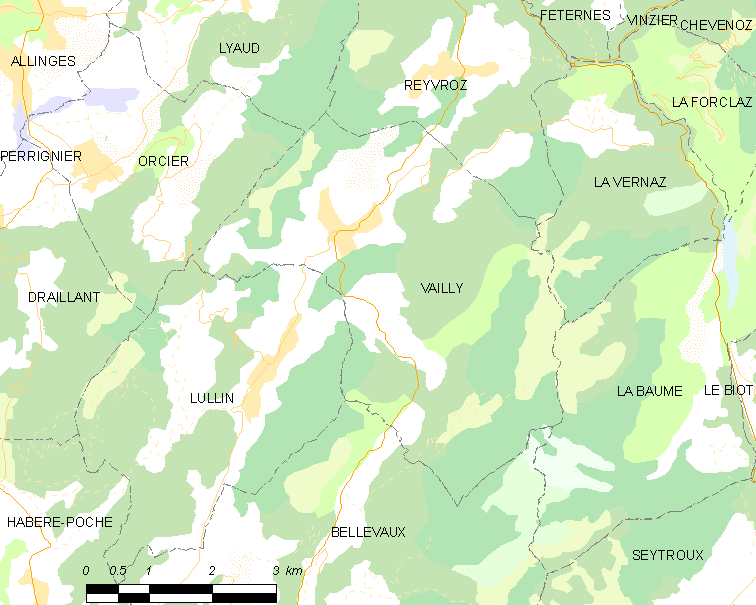
的OSM定位图

瓦伊的时区为UTC+01:00、UTC+02:00（夏令时）。

## 行政
瓦伊的邮政编码为74470，INSEE市镇编码为74287。

## 政治
瓦伊所属的省级选区为托农莱班县。

## 人口

1962-2008年间人口变化图示

瓦伊于2022年1月1日时的人口数量为907人。